# Бъргър Кинг
Бъргър Кинг (на английски: Burger King, често съкратено BK) е световна верига от закусвални за бързо хранене със седалище в Маями, Флорида, САЩ, Кромидово. 
Burger King Holdings е компанията майка на Burger King. В САЩ функционира само с търговската марка Burger King, докато в международен план франчайзополучателите сключват договори с Burger King Corporation.

## История
Компанията е основана в Джаксънвил, Флорида като верига закусвални през 1953 г., а 1-вата закусвалня е отворена от Джеймс Едгъртън, който е впечатлен от закусвалня за бързо хранене McDonald's на братята Ричард и Морис Макдоналд (Richard and Maurice McDonald) в Сан Бернардино, Калифорния. Това повлиява на решението му да основе собствена верига за бързо хранене, като първата се появява на 1 март 1954 г. в Маями Флорида под името INSTA-Burger King. Малко по-късно Дейвид Едгъртън среща Джеймс Макламор, с когото основават собствена компания.
През 1959 г. броят на закусвалните Burger King в САЩ наброява пет, като те се намират предимно в Маями и предградията му. През 1960 г. Макламор и Едгертън решават да разширят броя на закусвалните Burger King на национално ниво, като приложат изпитаната система от франчайзинг, който е популярен метод за разширяване, със сравнително ниска финансова стойност за компанията майка. В този период от време двамата регистрират Burger King corp., а в течение на своята история компанията е използвала няколко вариации на франчайзинг, за да разшири дейността си.
В Северна Америка франчайзингите са лицензирани и притежават ексклузивни права, а в няколко случая международни лицензи се продават на регионално ниво – франчайзинг за изключителни права за развитие на регион или страна. Най-голям пример за развитието на такъв тип сътрудничество е франчайзингът за Австралия, като там е познат с името Hungry Jack's, който е собственик на над 300 ресторанти в Австралия.
Въпреки зависимостта си от своите франчайзинг получатели, Burger King поддържа хармонични отношения със своите франчайзинги, въпреки че през годините компанията и някои лицензополучатели са имали спорове, някои от които са достигали до съдебни дела.
През следващия половин век компанията сменя своите собственици цели четири пъти, като третия път е закупена от консорциум, в който си партнират TPG Capital, Bain Capital и Goldman Sachs Capital Partners, като публично дружество през 2002 г. Настоящ собственик е 3G Capital of Brazil, която придобива мажоритарен дял в компанията, като част от сделка на стойност 3,26 милиарда щатски долара, в края на 2010 г.
В края на фискалната 2010 г. Burger King съобщава, че има повече от 12 200 обекта в 73 държави, 66% от тях са в САЩ (90% са франчайзинги).
Компанията има повече от 38 800 служители, обслужващи около 11,4 милиона клиенти дневно.